# اندری گوتسمانوف
اندری گوتسمانوف (انگلیسی: Andrei Gotsmanov؛ زادهٔ ۶ مهٔ ۱۹۸۶) بازیکن فوتبال اهل ایالات متحده آمریکا است.